# Monte Jayuya
Monte Jayuya es el segundo pico más alto de Puerto Rico, pues alcanza a elevarse hasta los 1.296 metros (4.252 pies) sobre el nivel del mar. La montaña está situada en la Cordillera Central, en la frontera entre los municipios de Jayuya y Ponce.